# Podophyllum
Подофіл (Podophyllum) — рід рослин родини барбарисові (Berberidaceae).

Включає 10 видів, 9 з яких поширені в Південно-Східній Азії і Гімалаях, а один на сході Північної Америки. Деякі ботаніки власне подофілом вважають тільки північноамериканський вид — подофіл щитковидний (Podophyllum peltatum), а азійські види виділяють в особливі роди Sinopodophyllum (китайський подофіл) і Dysosma. Всі подофіли — тіньолюбиві лісові рослини.

## Види
- Podophyllum aurantiocaule Hand.-Mazz.
- Podophyllum delavayi Franch.
- Podophyllum difforme Hemsl. & E.H.Wilson
- Podophyllum glaucescens J.M.H.Shaw
- Podophyllum guangxiensis (Y.S.Wang) J.M.H.Shaw
- Podophyllum hemsleyi J.M.H.Shaw & Stearn
- Podophyllum hexandrum Royle
- Podophyllum mairei Gagnep.
- Podophyllum majoense Gagnep.
- Podophyllum peltatum L. — Подофіл щитковидний
- Podophyllum pleianthum Hance
- Podophyllum trilobulus J.M.H.Shaw
- Podophyllum versipelle Hance